# Pristimantis melanogaster
Pristimantis melanogaster es una especie de anfibio anuro de la familia Craugastoridae.

## Distribución
Esta especie es endémica de la provincia de Bagua en la región Amazonas de Perú. Habita entre los 3300 y 3470 m sobre el nivel del mar en la Cordillera Central.

## Descripción
Los machos miden de 20.6 a 22.8 mm y las hembras de 24.2 a 24.7 mm.

## Publicación original
- Duellman & Pramuk, 1999 : Frogs of the genus Eleutherodactylus (Anura: Leptodactylidae) in the Andes of northern Peru. Scientific Papers Natural History Museum the University of Kansas, n.º 13, p. 1-78[5]